# 광주동운초등학교
광주동운초등학교는 광주광역시 북구 운암동에 있는 초등학교다.

## 학교 연혁
- 1977.03.02 광주동운국민학교 개교(13학급)
- 1981.11.10 운암국민학교 분리 이전
- 1991.03.01 대자국민학교·태봉국민학교 분리 이전
- 1996.03.01 교명 변경 (광주동운초등학교)
- 2000.06.01 병설유치원 개원
- 2022.03.01 병설유치원 휴원
- 2023.01.06 제44회 졸업식(졸업생 56명, 총 12,145명)
- 2023.03.01 그린스마트학교 본관동, 신관동 리모델링(2023.01.~2026.02.까지)
- 2023.03.01 제17대 홍인걸 교장 취임

## 학교 상징
- 교화 - 철쭉 : 철쭉과의 낙엽활엽이며 관목연분홍의 통꽃이다. 4,5월에 개화하며 소담한 자태와 그윽한 향기를 지니고 있고 개꽃나무라고 도 한다. 한국,일본, 만주 등지에 분포하며 끈기와 용기, 고귀와 성실, 슬기를 상징하는 꽃으로 동운 어린이들이 끈기와 용기를 가지고 성실하고 슬기롭게 성장하기를 바라는 염원이 담겨 있다.
- 교목 - 느티나무 : 느릅나무과의 낙엽 활엽 교목으로 잎 끝은 날카롭고, 고른 가시가 있다. 한국,일본,중국,만주,유럽 등지에 분포하여 개화기는 4~5월이며 결실기는 9~10월이다. 건강,끈기, 훌륭한 사람의 자식을 상징하며, 동운의 높은 기상과 학교 기반의 굳건함, 폭넓은 영재의 육성과 내실을 추구하는 기원이 담겨있다.
- 교색 - 청색 : 깨끗함과 신선함, 자유,젊음, 희망을 상징하는 색상으로 동운 어린이들이 맑고 깨끗한 마음으로 미래를 향해 진취적 이고 웅대한 기상을 펼쳐 새 시대를 이끌어갈 역군이 될것을 바라는 희망이 담겨 있다.

## 참고 자료
- 광주동운초등학교 - 한국교육학술정보원 학교알리미